# أليكسندر دانتتسيف
أليكسندر دانتتسيف (بالروسية: Данцев, Александр Алексеевич)‏ (14 أكتوبر 1984 بكامينسك-شاختينسكي في روسيا - ) هو لاعب كرة قدم روسي في مركز الوسط. لعب مع لوخ إينيرجيا فلاديفوستوك ونادي روستوف ونادي خيمكي ونادي أورال يكاترينبورغ.

## وصلات خارجية
- أليكسندر دانتتسيف على موقع قاعدة بيانات كرة القدم.إي يو (الإنجليزية)
- أليكسندر دانتتسيف على موقع Soccerway.com (الإنجليزية)
- أليكسندر دانتتسيف على موقع عالم كرة القدم.نت (الإنجليزية)